# The PhanTen Masked Menace
The PhanTen Masked Menace es el cuarto álbum de la banda de Death metal Ten Masked Men lanzado en 2003.

## Canciones
1. - When Will I Be Famous (Bros)
2. - Cry Me A River (Justin Timberlake)
3. - Don't You Want Me (Human League)
4. - Sex Bomb (Tom Jones)
5. - Black Coffee (All Saints)
6. - Fallin' (Alicia Keys)
7. - Independent Women Pt 1 (Destiny's Child)
8. - Goldfinger (Shirley Bassey)
9. - Genie In A Bottle (Christina Aguilera)
10. - I Get Around (The Beach Boys)
11. - Sledgehammer (Peter Gabriel)
12. - Hot Stuff (Donna Summer)
13. - New York, New York (Frank Sinatra)
14. - Candy (Bonus Track) (Ash)

- Datos: Q4051230